# Communauté rurale de Djirnda
La communauté rurale de Djirnda est une communauté rurale du Sénégal située à l'ouest du pays, dans le Sine-Saloum. 
Elle fait partie de l'arrondissement de Niodior, du département de Foundiougne et de la région de Fatick et comprend les villages suivants : 
1. Baouth
2. Diamniadio
3. Djirnda
4. Fambine
5. Fayako
6. Feli
7. Mounde
8. Ngadior
9. Rofangue
10. Yelingara

Lors du dernier recensement, la CR comptait 9 729 personnes et 1 100 ménages.